# Label bas-carbone
 (juillet 2019).
Si vous disposez d'ouvrages ou d'articles de référence ou si vous connaissez des sites web de qualité traitant du thème abordé ici, merci de compléter l'article en donnant les références utiles à sa vérifiabilité et en les liant à la section « Notes et références ».

Logo du Label bas-carbone

Le label bas-carbone est le tout premier outil de certification climatique adopté par la France. 
Il vise à s'adresser à tous les acteurs qui souhaitent développer des projets locaux de réduction des émissions de gaz à effet de serre ou de séquestration du carbone, en proposant une certification de ces réductions afin d’attirer de nouveaux financeurs. Le label crée un cadre simple, peu coûteux et rigoureux afin de garantir la réalité des réductions d’émissions et la qualité environnementale des projets.
Il a été développé par le Ministère de la Transition écologique et solidaire, avec la collaboration de l'Institut de l'économie pour le climat et de nombreux partenaires. Créé le 28 novembre 2018 par un décret et un arrêté définissant son référentiel, le label bas-carbone a été officiellement lancé lors d'une conférence le 23 avril 2019.

## Objectifs
Le label a pour objectif de contribuer à l'atteinte des objectifs climatiques de la France et vient en réponse à la demande de compensation locale volontaire des émissions de gaz à effet de serre. Il vise à favoriser l’émergence de projets volontaires de réductions d’émissions de gaz à effet de serre et de séquestration du carbone dans les sols et la biomasse qui vont au-delà de la réglementation et au-delà de la tendance observable. Le label vise à susciter le développement de projets dans tous les secteurs diffus (forêt, agriculture, transport, bâtiment, déchets, , etc.).
Le principe de cet outil repose sur la valorisation économique des tonnes de gaz à effet de serre évitées. Mais pour pouvoir les rémunérer, il faut être capable de les quantifier de manière fiable et transparente. C’est le premier rôle du label bas-carbone puisqu’il s’agit d’un cadre de suivi, notification et vérification des réductions d’émissions de gaz à effet de serre, réalisées volontairement par des personnes physiques ou morales dans des secteurs d’activité variés.
Le second rôle du label est d’assurer le traçage des financements, via un registre, afin de garantir que de mêmes réductions d’émissions n’ont pas été financées plusieurs fois.
Ces projets, qui contribuent à l’économie bas-carbone, sont pleinement compatibles avec la trajectoire de réduction d’émissions que la France s’est fixée dans le cadre de la Stratégie nationale bas-carbone, avec les objectifs fixés au niveau européen et dans le cadre de l’Accord de Paris.
Le label met ainsi en place un cadre innovant et transparent offrant des perspectives de financement à des projets locaux de réduction des émissions de gaz à effet de serre. Il permet ainsi d’accompagner la transition écologique à l’échelon territorial, en récompensant les comportements vertueux allant au-delà des pratiques usuelles.

## Fonctionnement
Pour pouvoir bénéficier du label bas-carbone, un projet doit s'inscrire dans le cadre d'une méthode approuvée par le ministère et respecter les exigences posées par le référentiel du label bas-carbone.
Le projet doit permettre de réduire les émissions de gaz à effet de serre par rapport à une situation de référence. Le projet doit donc démontrer qu’il est additionnel, c’est-à-dire aller au-delà de la réglementation et de la pratique courante.
Le label bas-carbone prend en compte les émissions directes, qui ont lieu sur le périmètre géographique du projet, et peuvent prendre en compte une partie des émissions indirectes, réalisées hors du périmètre du projet et comprenant les émissions liées à la production de l’énergie importée par les activités couvertes par le projet ou les émissions liées à la chaîne de valeur complète des activités du projet.
Les réductions d’émissions permises par le projet sont estimées à l'aide de calculs précisés par la méthode, et sont vérifiées et reconnues en fin de projet par un auditeur indépendant et compétent, en suivant les mêmes méthodes de calcul que précédemment.

## Développement des méthodes
Le label bas-carbone repose sur des méthodes qui ciblent un secteur ou des pratiques sectorielles identifiées et explicitent les exigences applicables aux projets afin de s'assurer de leur qualité environnementale et du respect des exigences du référentiel. Les méthodes sont proposées par les diverses parties prenantes (associations, interprofessions, entreprises, collectivités, etc.) et font l'objet d'une instruction par le ministère et un groupe de travail qui réunit des experts dans le domaine.

### Contenu
Conformément au référentiel du label bas-carbone, les méthodes précisent notamment : le périmètre des projets et les leviers visés, les mécanismes et le type de réductions d'émissions visés, le scénario de référence en l'absence de changement de pratiques, la démonstration de l'additionnalité des projets, les règles de suivi et de comptabilisation, la prise en compte de l'incertitude et du risque de non-permanence, les modalités de vérification des réductions d'émissions, l'évaluation des impacts et des co-bénéfices liés aux projets.

### Méthodes approuvées
Trois méthodes applicables au secteur forestier développées par le Centre national de la propriété forestière ont été approuvées le 19 avril 2019. Plusieurs méthodes ont ensuite été approuvées, à commencer par une méthode de réduction des émissions des élevages bovins écrite par l'Institut de l'élevage, puis des méthodes de plantation de vergers et de plantation et gestion de haies.
| Secteur     | Méthode                                             | Périmètre                                                                                       | Promoteur                                            | Date d'approbation |
| ----------- | --------------------------------------------------- | ----------------------------------------------------------------------------------------------- | ---------------------------------------------------- | ------------------ |
| Forêt       | Boisement                                           | Projets de boisement                                                                            | Centre national de la propriété forestière           | 19 avril 2019      |
| Forêt       | Reboisement                                         | Projets de reconstitution de forêts dégradées                                                   | Centre national de la propriété forestière           | 19 avril 2019      |
| Forêt       | Balivage                                            | Projets de conversion de taillis en futaie sur souches                                          | Centre national de la propriété forestière           | 19 avril 2019      |
| Agriculture | Carbon Agri                                         | Projets de réductions d'émissions en élevages bovins et de grandes cultures                     | Institut de l'élevage                                | 30 septembre 2019  |
| Agriculture | Plantation de vergers                               | Captage de carbone par plantation de vergers                                                    | Compagnie des Amandes                                | 23 novembre 2020   |
| Agriculture | Haies                                               | Plantation et gestion de haies                                                                  | Carbocage                                            |                    |
| Agriculture | Grandes Cultures                                    | Réduction des émissions sur les exploitations possédant au moins un atelier de grandes cultures | Arvalis                                              | 23 août 2021       |
| Agriculture | Sobac'Eco-TMM                                       | Réduction des émissions liées aux intrants                                                      | Sarl Sobac                                           | 23 août 2021       |
| Agriculture | Ecométhane                                          | Réduction des émissions de méthane d’origine digestive par l’alimentation des bovins laitiers   | Bleu Blanc Cœur                                      | 23 août 2021       |
| Autres      | Rénovation : produits réemployés et autres produits | Rénovation de bâtiments                                                                         | Centre scientifique et technique du bâtiment (CSTB)  | 22 juillet 2021    |
| Autres      | Tiers-Lieux                                         | Réduction du transport routier par le Télétravail                                               | Société coopérative d’intérêt collectif Climat Local | 26 août 2021       |

### Méthodes en cours d'évaluation
Afin de certifier de nouveaux projets le ministère évalue et valide de nouvelles méthodes de calcul. Ainsi de nouveaux secteurs (espaces naturels, bâtiments, déchets, mobilité...), périmètres et promoteurs sont concernés. En plus des onze méthodes actuellement éligibles en août 2022, d'autres sont en cours de développement.

## Labellisation des projets
Le label bas-carbone s'adresse à deux types de projets : 
- Les projets individuels, mis en place par des porteurs de projets individuels.
- Les projets collectifs, composés de plusieurs projets individuels et mis en place par un mandataire.

Dès lors qu'ils s’inscrivent dans le cadre d’une méthode approuvée et du référentiel du label bas-carbone, ces projets peuvent bénéficier du label en notifiant leur intention via un formulaire en ligne. À la suite d'un retour de l'autorité chargée de l'examen du projet, la Direction générale de l'énergie et du climat, le porteur de projet individuel ou le mandataire d'un projet collectif peut demander la labellisation de son projet. À l'issue de l'instruction de la demande, l'autorité informe le porteur de projet ou le mandataire de sa décision.
L’autorité peut mener des contrôles aléatoires à tous les stades du projet, pour s’assurer de sa conformité à la description qui en a été faite lors de la demande de labellisation et de son bon déroulement. Si ces contrôles ne sont pas satisfaisant, l’autorité peut décider de retirer la labellisation du projet, sans préjudice d’autres mesures éventuelles.

## Reconnaissance des réductions d'émissions
Dans le cas d'un projet individuel, la demande de reconnaissance des réductions d’émissions peut être engagée par le porteur de projet dès qu’il le souhaite. Dans le cas d’un projet collectif, les demandes de reconnaissance de réductions d’émissions peuvent être effectuées pour chaque projet individuel indépendamment. Il est également possible de recourir au mandataire pour mutualiser les demandes entre projets individuels.
Les réductions d'émissions sont reconnues à la suite de la réalisation d'un rapport de vérification par un auditeur externe compétent et indépendant. Une fois reconnues, les réductions d'émissions sont inscrites sur un registre : pour chaque réduction d’émissions, il est ainsi possible de connaître le porteur de projet ou le mandataire ainsi que le(s) financeur(s) du projet.
Les réductions d’émissions ne sont ni transférables, ni échangeables et peuvent être utilisées pour la compensation volontaire des émissions d’acteurs privés ou étatiques. D’autres sources de financement que la compensation carbone peuvent toutefois être envisagées. Une entreprise peut par exemple financer des projets d’atténuation sans que cela entre dans un objectif de neutralité carbone : dans ce cas, elle ne cherche pas à compenser ses émissions résiduelles mais à contribuer à l’effort collectif.

## Critiques
Une centaine de projets forestiers parmi les 135 déjà validés portent sur des parcelles qui ont été soit incendiées soit qui ont été attaquées par des scolytes. Ces parcelles auraient certainement été replantées, avec ou sans l'aide du label.
La mise en place de projets sur d'anciennes terres agricoles, qui ont été chargées par les engrais d'azote minéral, risque de rendre le bilan carbone calculé par le label plus généreux qu'en réalité : les arbres ont plus de chance de devenir noueux, ce qui les empêche d'être transformés en planche et les orientera plutôt vers du bois de chauffage. La moitié des projets soutenus par l'entreprise Orange, dans sa politique de compensation des émissions, concerne d'anciennes terres agricoles.

#### Législation
- Décret no 2018-1043 du 28 novembre 2018 créant un label bas-carbone sur legifrance.gouv.fr
- Arrêté du 28 novembre 2018 définissant le référentiel du label bas-carbone sur legifrance.gouv.fr

#### Vidéos
- Un projet bas-carbone c'est quoi ? sur dailymotion.com
- Présentation du label bas-carbone sur dailymotion.com
- Le label bas-carbone : méthodes forestières sur dailymotion.com
- Le label bas-carbone : méthode relative aux élevages bovins sur dailymotion.com